# Синебрюхий попугай
Синебрюхий попугай (лат. Triclaria malachitacea) — птица семейства попугаевых. Единственный вид рода.

## Внешний вид
Длина тела 28 см. Общая окраска оперения зелёная, брюхо синее (только у самцов). Клюв беловатый.

## Распространение
Обитает в юго-восточной Бразилии.

## Образ жизни
Населяют влажные леса в долинах рек. Этим попугаям свойственно охранять свою территорию, поэтому часто гнездятся на расстоянии до 2 км друг от друга. Питаются семенами, фруктами, нектаром и некоторыми насекомыми.

## Размножение
Брачный период с сентября по январь. Пары гнездятся в дуплах на верхушках деревьев. Самка откладывает 2—4 яйца и насиживает их около 28 дней.

## Угрозы и охрана
Очень редкий вид, строго охраняется законом.